# Matthew Griswold (Politiker, 1714)
Matthew Griswold (* 25. März 1714 in Lyme, Colony of Connecticut; † 28. April 1799 ebenda) war ein US-amerikanischer Politiker und Gouverneur des Staates Connecticut zwischen 1784 und 1786. Ferner war er Vizegouverneur und hatte das Amt des Chief Justice (oberster Staatsrichter) beim Kammergericht (engl. Superior Court) während der Amerikanischen Unabhängigkeitsbewegung (1769–1784). Er war Mitglied der Föderalistischen Partei.

## Frühe Jahre
Matthew Griswold war der älteste Sohn von John Griswold, Politiker und Gutsbesitzer, und Hannah (Lee) Griswold. Er war bereits die vierte Generation seiner Familie, die in Connecticut lebte. Seine Familie ist 1639 aus England nach Amerika eingewandert. Sie zählten zu den reichsten und angesehensten Familien in Lyme. Einige Griswolds bekleideten über Generationen öffentliche Ämter in Connecticut.
Griswold studierte Jura, während er Mitte zwanzig war, und eröffnete dann 1742 eine eigene Anwaltspraxis in Lyme. Er heiratete Gouverneur Roger Wolcotts Tochter Ursula am 10. November 1743. Das Paar hatte sieben gemeinsame Kinder. Ihr Sohn Roger Griswold wurde später auch Gouverneur von Connecticut.

## Die Revolution
Griswold wurde 1748 in die Connecticut General Assembly gewählt, wo er dann auch zwischen 1751 und 1759 tätig war. Danach wurde er in das Council of Assistants gewählt und war dort von 1759 bis 1769 tätig. Griswold und acht andere Council-Mitglieder wurden entschiedene Gegner gegen den Stamp Act of 1765, als Gouverneur Thomas Fitch gezwungen wurde, einen Eid zu schwören, um diesen zu unterstützen. Daraufhin wurde Griswold ein Mitglied der Söhne der Freiheit (engl. Sons of Liberty), die öffentlich gegen den Stamp Act protestierten.
Zwischen 1769 und 1784 wurde er jedes nachfolgende Jahr zum Vizegouverneur von Connecticut gewählt. In dieser Stellung war er auch als Chief Justice beim Superior Court tätig. Während dieser Zeit beschäftigte er sich mit dem Bildungswesen und war Mitglied eines Komitees zur Verbesserung des Lehrbetriebs an dem Yale College. Yale verlieh ihm daraufhin 1779 einen Doctor of Laws. 
Griswold war ein überzeugter Befürworter der kolonialen Sache während der Amerikanischen Unabhängigkeitsbewegung. Er diente in vielen Ausschüssen, die die Truppenbewegungen, militärische Ausstattung, Verpflegung und Verteidigung überwachten. Er konzentrierte sich insbesondere auf die Verteidigung amerikanischer Schiffe und Connecticuts Küstenlinie.

## Gouverneur und spätere Jahre
Nach dem Ende des Kriegs wurde Griswold 1784 durch die General Assembly zum Gouverneur von Connecticut gewählt. Bei der zuvor stattgefundenen regulären Wahl verfehlte er nämlich die Stimmenmehrheit. Er wurde 1785 wiedergewählt, verlor dann aber 1786 gegen Samuel Huntington. 1788 wurde er dann als Delegierter von Lyme Präsident von Connecticuts Konvent, der die neue Verfassung der Vereinigten Staaten ratifizierte.
Als Ursula Griswold im späteren 1788 verstarb, zog sich Matthew Griswold aus dem öffentlichen Leben zurück. Von da an fuhr er fort, seinen Familienbesitz, Black Hall, bis zu seinem Tod am 28. April 1799 zu managen. 
Sein Schwager war Rev. Jonathan Parsons, Vater von General Samuel Holden Parsons. Seine Schwester Sarah Griswold war die Mutter von James Hillhouse.